# ابردین (کالیفرنیا)
ابردین، کالیفرنیا (به انگلیسی: Aberdeen, California) یک محدوده ثبت‌نشده در ایالات متحده آمریکا است که در شهرستان اینیو، کالیفرنیا قرار دارد.